# Bergwerk Prosper-Haniel
Das Bergwerk Prosper-Haniel in Bottrop war – ab der Schließung der Zeche Auguste Victoria am 18. Dezember 2015 – das letzte aktive Steinkohlen-Bergwerk im Ruhrgebiet. Das Bergwerk wurde am 21. Dezember 2018 in einem offiziellen Festakt geschlossen, nachdem dort am 14. September die letzte Kohle im Regelbetrieb gewonnen worden war. Damit wurde die Steinkohlenförderung in Deutschland eingestellt.
Am 7. Oktober 2021 wurde mit der Verfüllung des Bergwerks begonnen.
Im Jahre 1974 fasste die Ruhrkohle AG die Zechen Prosper, Jacobi und Franz Haniel zum Verbundbergwerk Prosper-Haniel zusammen. Es gingen ein die Schachtanlagen Prosper I (1/4/5)⊙, Prosper II (2/3/8)⊙, Prosper III (6/7)⊙, Prosper IV (Schacht 9)⊙,  Arenberg Fortsetzung 1/2⊙, Jacobi 1/2⊙ , Franz Haniel 1/2⊙, Möller 5⊙, sowie die Kokerei Prosper⊙. Die Kokerei Jacobi wurde unabhängig davon bis zur Stilllegung 1984 als eigene Werksdirektion betrieben.

## Zeche Prosper
Das Abteufen des Schachtes 1 begann im August 1856 und 1860 wurde in 175,9 m Teufe das Steinkohlengebirge erreicht. Die Förderung begann 1863 mit 315 Arbeitskräften. Der Schacht war mit einem durchgängigen Wetterscheider versehen; die eine Seite diente der Zuführung frischer Wetter und auf der anderen Seite wurden die Abwetter abgezogen. Nach einem Seilriss mit 14 Toten wurde 1867 eine Fahrkunst in den Schacht eingebaut. 1863 wurde auf dem Gelände von Prosper I auch die erste Kokerei errichtet.
Mit dem wirtschaftlichen Aufschwung zu Beginn der 1870er Jahre wurde auf dem Gelände Prosper II mit dem Abteufen des Schachtes 2 begonnen, der den noch erhaltenen Malakowturm als Förderturm erhielt. Die Förderung aus diesem Schacht begann 1875 und 1877 folgte der Durchschlag nach Prosper I. (Die römischen Zahlen geben die Nummerierung des Standortes und die arabische Ziffer die Nummer des Schachtes wieder.) Bereits 1890 wurde eine Förderung von 1 Million Tonnen Kohle erzielt. Es folgte das Abteufen von Schacht 3 auf Prosper II, Schacht 4 auf Prosper II (1893) und Schacht 5 auf Prosper I. Die Zechen hatten einen erheblichen Arbeitskräftebedarf; die Einwohnerzahl von Bottrop erhöhte sich rasant, viele polnische Bergarbeiter siedelten sich an und arbeiteten auf den Prosper-Zechen. Zwischen 1900 und 1910 verdoppelte sich die Einwohnerzahl nahezu (von 24.768 auf 47.131). 1906 wurde eine Jahresförderung von 1,6 Millionen Tonnen Kohle erreicht. Es folgte die Errichtung der Schachtanlage Prosper III mit den Schächten 6 (1908) und 7 (1911).
Das Grubenfeld Prosper wurde 1901 geteilt und im nördlichen Bereich entstand die Zeche Arenberg-Fortsetzung; die Förderung begann dort 1912. Beide Zechen zusammen erreichten 1913 eine Jahresförderung von 2,78 Millionen Tonnen. Im Jahre 1914 wurde der Prosper-Hafen am Rhein-Herne-Kanal angelegt und eine Ringbahn zwischen den Zechenstandorten gebaut, so dass ein günstiger Transport der geförderten Kohlen gewährleistet war. 1917 folgte das Abteufen des Schachtes 8 auf Prosper II, der ab 1921 als Förderschacht genutzt wurde. Der höchste Belegschaftsstand wurde 1922 mit 15.000 Arbeitern und Angestellten erreicht.

## Schachtanlage Franz Haniel
Im östlichen Grubenfeld begannen 1921 die Abteufarbeiten im Feld Franz Haniel. Wegen starker Wassereinbrüche wurden die Schächte Franz Haniel 1 und 2 mit dem Gefrierverfahren angelegt. Die Endteufen wurden 1923 erreicht (Schacht 1 bei 458 m, Schacht 2 bei 556 m). Am 25. September 1925 ereignete sich nach dem Ziehen der Gefrierrohre aus Schacht 2 in einer Teufe von 75 m ein plötzlicher Wasser- und Schwemmsandeinbruch, der den Schacht bis zur 1. Sohle ausfüllte. Auch die vorher aufgefahrene Verbindungsstrecke zur Zeche Jacobi soff teilweise ab. Im weiteren Verlauf brach das Schachtgerüst zusammen und verschwand im Schacht. Die Wiederaufwältigung des Schachtes wurde erst 1936 in Angriff genommen; 1941 wurde die vorgesehene Teufe bei 600 m erreicht.

## Konsolidierung und Nordwanderung
In den folgenden Jahren wurde ein sehr umfassender Zusammenfassungsprozess durchgeführt, welcher die Nordwanderung des Steinkohlenbergbaus an der Ruhr besonders veranschaulicht.
1975 wurde die Schachtanlage Prosper I, die nur noch zu Wetter- und Wasserhaltungszwecken diente, abgeworfen und verfüllt. Gleichzeitig wurde der mit einer kleinen Haspeleinrichtung versehene Schacht Arenberg 1 mit einem neuen Fördergerüst ausgestattet, um als Seilfahrtschacht für das Ostfeld zu dienen. Gleichzeitig wurde Schacht Arenberg 2 verfüllt und abgeworfen.
Die ehemaligen Förderschächte Jacobi 1/2 wurden bis 1976 noch als Seilfahrtanlage betrieben, um dann bis Ende 1977 noch zur Bewetterung zu dienen. Danach wurden auch diese Schächte verfüllt. 1979 wurden die beiden Fördergerüste mit Baggern umgezogen, da sie wegen der weiterproduzierenden Kokerei in unmittelbarer Nachbarschaft nicht gesprengt werden durften.
1976 wurde in der Kirchheller Heide der Aufschluss des neuen Nordfeldes im Grubenfeldbesitz Nordlicht begonnen. Bis 1981 wurde hier der Schacht Prosper 10 (Prosper V)⊙,  niedergebracht, welcher als neue Seilfahrt- und Materialschachtanlage in Betrieb ging. Nach dessen Fertigstellung wurden die nicht mehr benötigten Schächte Prosper 3 (Prosper II), Möller 5 und Arenberg 1 abgeworfen und verfüllt.
1982 wurde beschlossen, die Kokerei zu erneuern, dies wurde bis 1987 durchgeführt. Die Kokerei verfügt danach über 146 Großraumöfen und erzeugt jährlich 2 Mio. t Koks. Im Juni 2011  übernahm der Stahlkonzern ArcelorMittal die Kokerei von der Deutschen Steinkohle.
Mit zunehmender Nordwanderung der Abbaufelder wurde die Schachtförderung über die beiden Förderschächte Prosper 6 (Prosper III) und 8 (Prosper II) immer unrentabler. Daher wurde ab 1985 der Förderberg Prosper aufgefahren. Es handelt sich hierbei um einen 3200 m langen Schrägschacht mit Bandförderung, welcher auf der Schachtanlage Prosper II zutage tritt.
Nach dessen Indienststellung 1987 wurden die Schächte Prosper 2, 6 und 8 abgeworfen und verfüllt. Prosper III wurde komplett abgeräumt, auf Prosper II blieb die Förderanlage Schacht 2 als Industriedenkmal erhalten, die Fördermaschine kam auf dem Schacht Voerde des Bergwerks Walsum zum Einsatz. Außerdem verblieb die Aufbereitung auf Prosper II.
1987 war die Schachtanlage Franz Haniel 1/2 ein Ziel der zweiten Deutschlandreise von Papst Johannes Paul II., wo er die im Bergbau drohende Arbeitslosigkeit und die gerechte Verteilung der Arbeit zur Sprache brachte.
1990 erfolgte die Stilllegung des Kraftwerkes Franz Haniel 1/2, damit entfiel die Dampfversorgung der Fördermaschinen, die daher auf elektrischen Betrieb umgestellt wurden.
Das Bergwerk Prosper-Haniel ging 1998 in den Besitz der Deutsche Steinkohle AG (DSK) über. 2002 wurde über Schacht Franz Haniel 1  das Schachtgerüst abgebrochen und durch eine Befahrungseinrichtung ersetzt. Der Schacht ist noch offen und dient vorwiegend der Wetterführung.
Am 27. Mai 2011 wurde durch den Oberbürgermeister der Stadt Bottrop, Bernd Tischler, die 7. Sohle in einer Teufe von 1159 Metern feierlich eröffnet. Die Planung für das über 100 Millionen Euro teure Projekt begann 1995. Hier lagerten noch über 100 Millionen Tonnen Kohlereserven, die erstmals im Jahre 2014 gefördert wurden.
Das Bergwerk Prosper-Haniel umfasste zum Schluss noch die Schächte Prosper 9, Prosper 10, Franz Haniel 1, Franz Haniel 2, den Schacht Hünxe⊙  der Zeche Lohberg als Wetterschacht, den Förderberg sowie die Aufbereitung auf Prosper II.
Die Jahresförderung 2016 lag bei 2,5 Mio. t. Es wurden rund 2.600 Mitarbeiter beschäftigt.

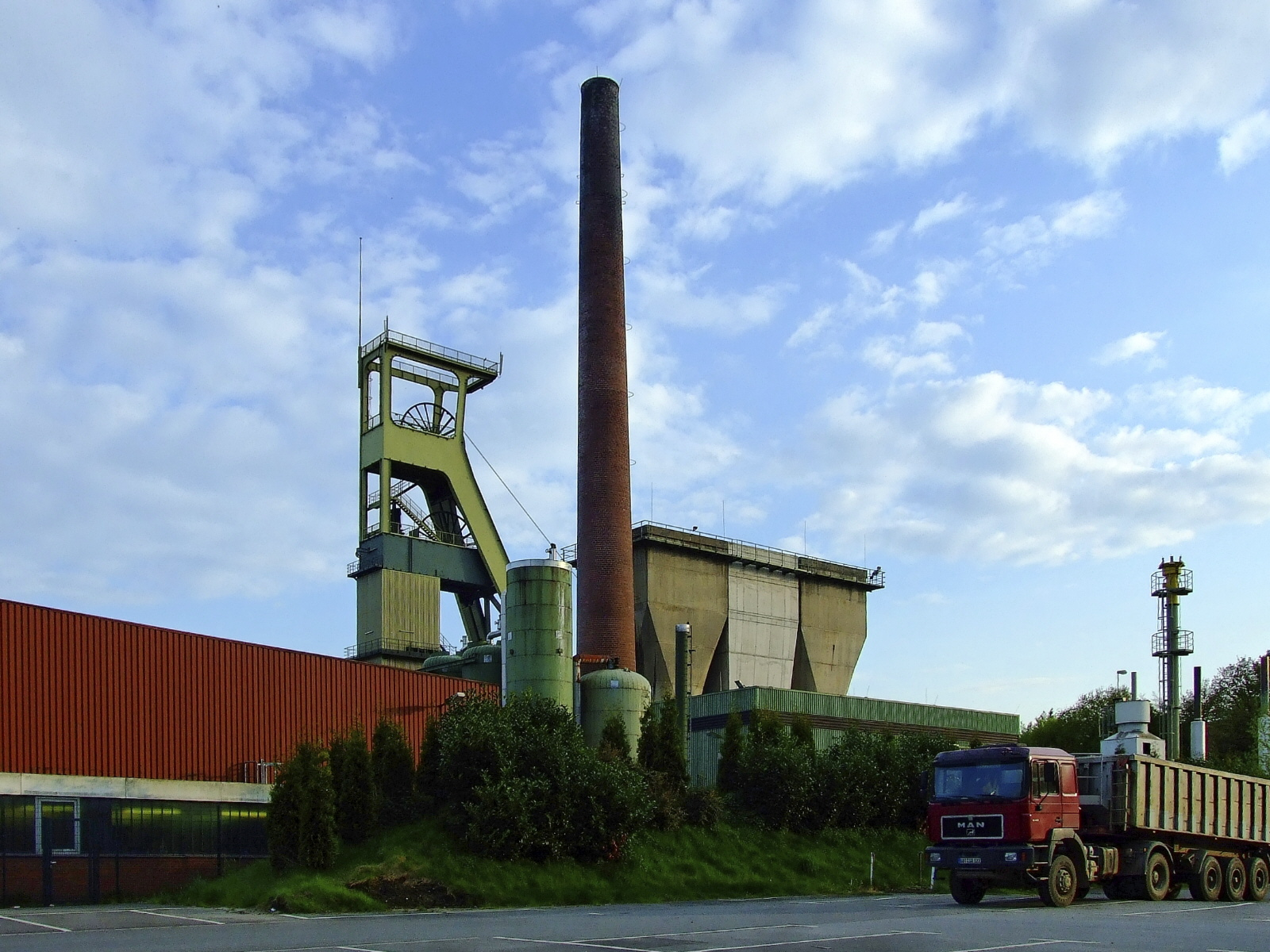
Schachtanlage Prosper IV Schacht 9
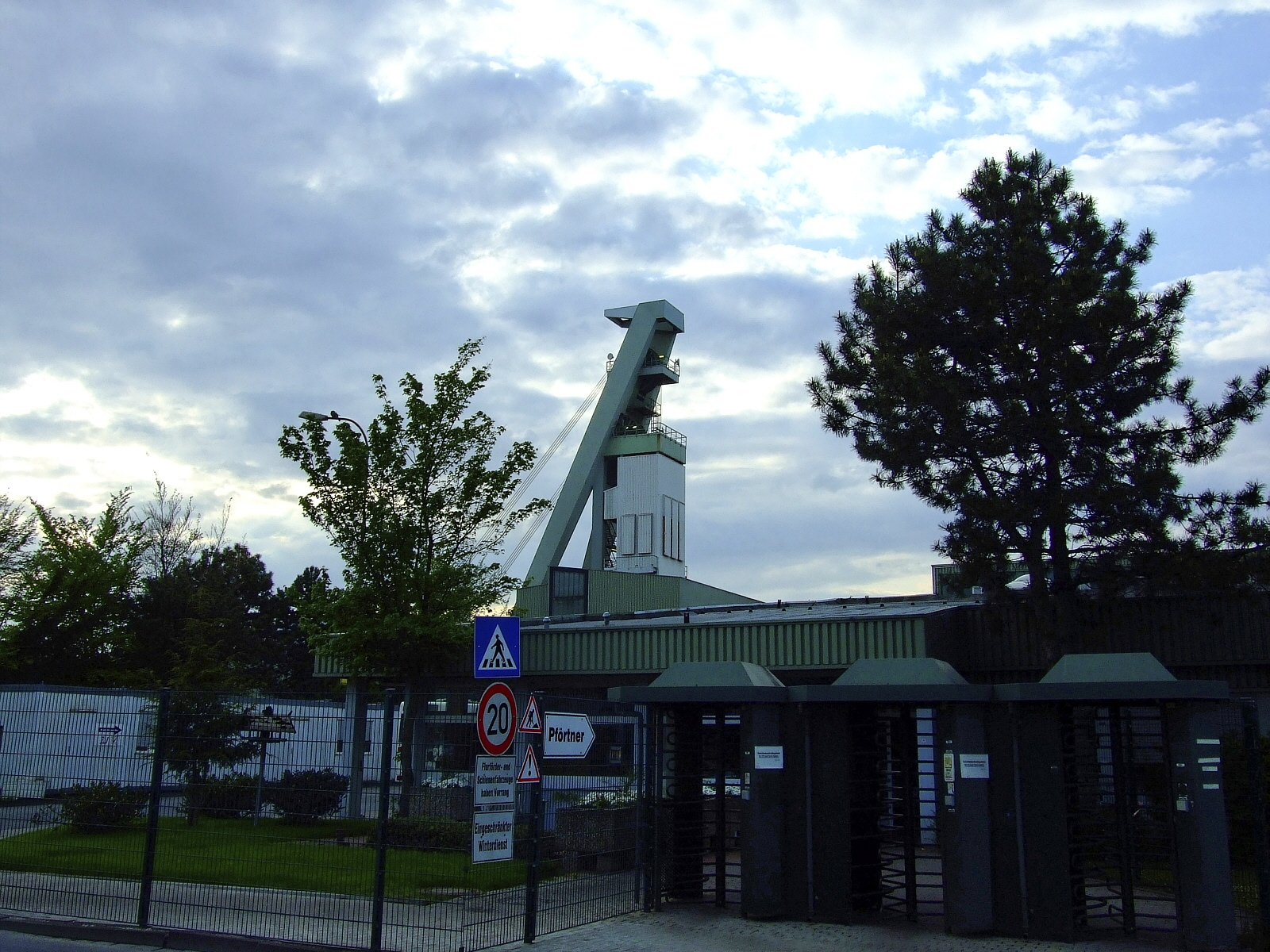
Schachtanlage Prosper V Schacht 10
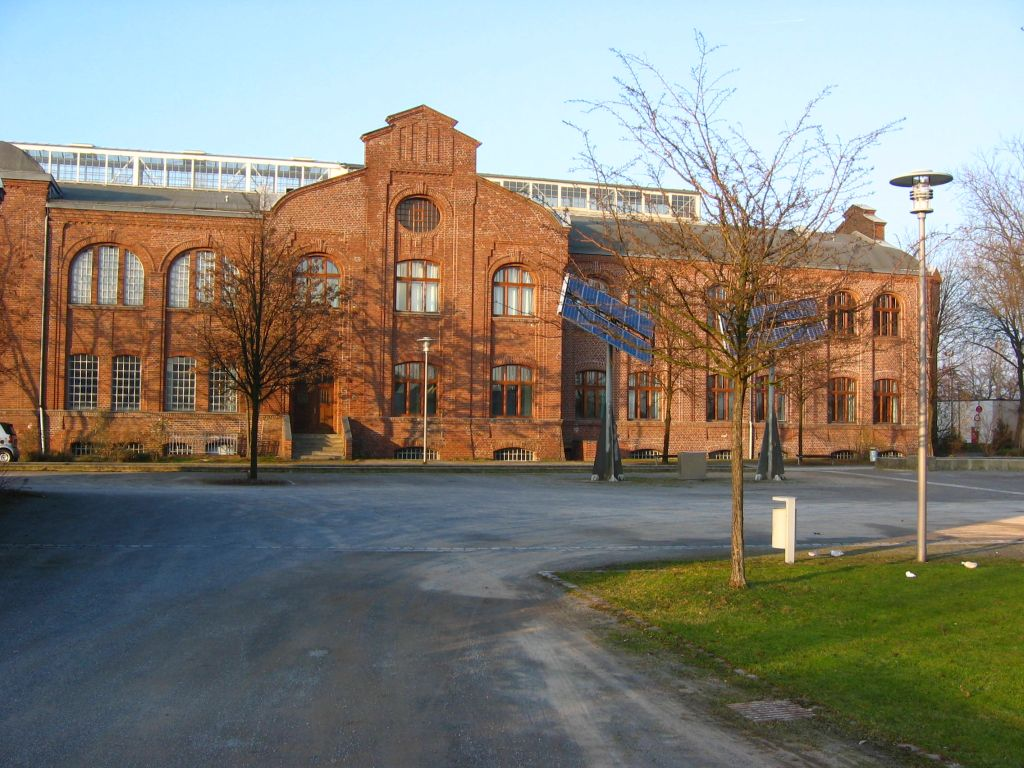
Zeche Arenberg-Fortsetzung
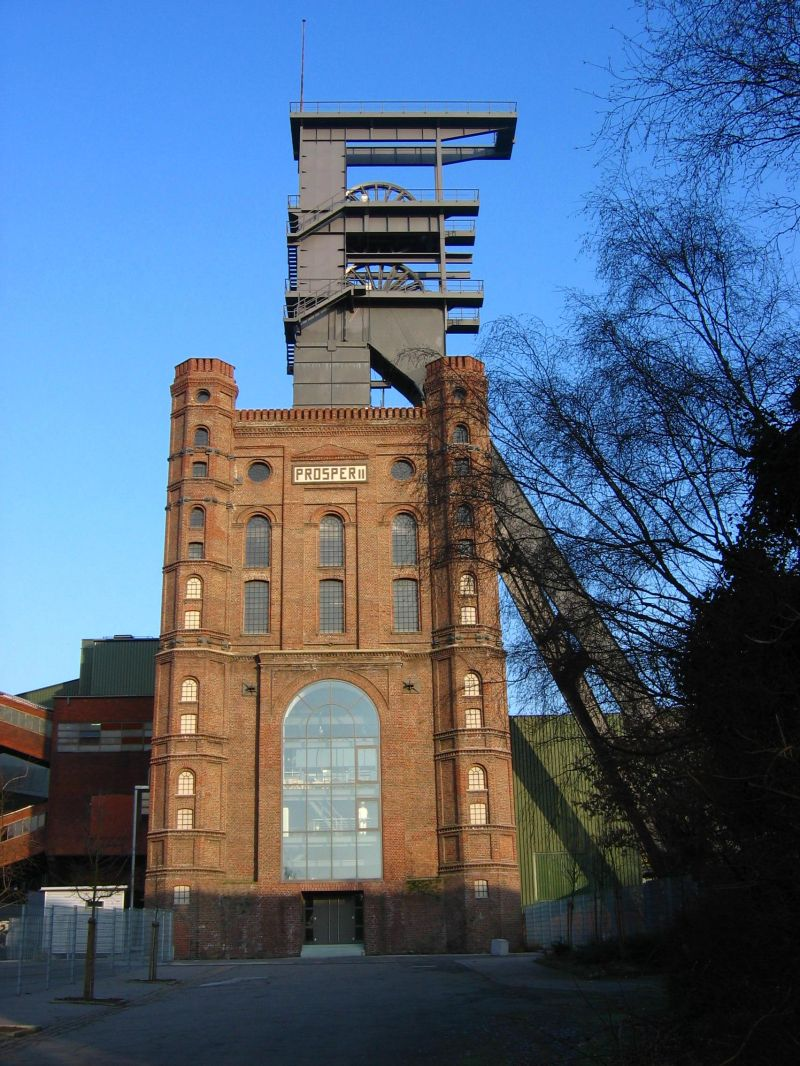
Schachtanlage Prosper II Schacht 2, Malakow-Turm mit eingezogenem Fördergerüst

## Bergehalden
Aus den Waschbergen des Bergwerks entstanden die folgenden Bergehalden in Terrassenform:
| Name          | Beginn der Schüttung | Ende der Schüttung | Status                                     | Ort Koordinate                                                                | Höhe über NHN (in m) | Volumen (in Mio. m³) | Grundfläche (in ha) | Bemerkungen                                       | Bild |
| ------------- | -------------------- | ------------------ | ------------------------------------------ | ----------------------------------------------------------------------------- | -------------------- | -------------------- | ------------------- | ------------------------------------------------- | ---- |
| Beckstraße    | 1963                 | 1980               | Nachnutzung: (Haldenereignis Emscherblick) | Bottrop-Batenbrock 51° 31′ 37,2″ N, 6° 57′ 36″ O                              | 110                  | 11,8                 |                     |                                                   |      |
| Prosperstraße | 1983                 | 1991               | Nachnutzung: (Alpincenter Bottrop)         | Bottrop-Welheim 51° 31′ 27,3″ N, 6° 57′ 58″ O                                 | 94                   |                      | 31,5                |                                                   |      |
| Haniel        |                      |                    | tlw. Nachnutzung (Kreuzweg, Amphitheater)  | Bottrop-Fuhlenbrock und Oberhausen-Königshardt 51° 33′ 1,5″ N, 6° 52′ 32,8″ O | 184,9                |                      | 109                 |                                                   |      |
| Schöttelheide | 2001                 |                    | Schüttung im Abschluss                     | Bottrop-Grafenwald 51° 33′ 39″ N, 6° 53′ 21″ O                                |                      | urspr. 15,8 geplant  | 66,7                |                                                   |      |
| Mottbruch     |                      |                    | unter Bergaufsicht                         | Gladbeck-Brauck 51° 32′ 44″ N, 6° 59′ 36″ O                                   |                      |                      | 54                  | nicht nur aus Berge von Prosper-Haniel geschüttet |      |

## Nachnutzungspläne
Die RAG prüfte um 2016 die Infrastruktur des Bergwerks für ein unterirdisches Pumpspeicherkraftwerk mit 200 MW Spitzenleistung zu nutzen, diese Pläne wurden schon 2020 mangels Rentabilität nicht weiter verfolgt.

## Trivia
Zwei Tage vor der letzten Schicht lud der Fußballverein FC Schalke 04 2000 Bergleute der Zeche zum Bundesliga-Heimspiel gegen Bayer 04 Leverkusen am 19. Dezember 2018 ein, das Schalke jedoch verlor.